# Eldon (Iowa)
Eldon – miasto w Stanach Zjednoczonych, w stanie Iowa, w hrabstwie Wapello. Zgodnie ze spisem statystycznym z 2000 roku, miasto liczyło 998 mieszkańców.